# Canal calcique
Un canal calcique est un canal ionique (cationique plus précisément), formé de protéines et traversant la membrane des cellules. Il permet le passage de l'ion calcium de l'extérieur à l'intérieur de la cellule. La plupart des canaux dits « calciques » peuvent aussi laisser passer une moindre quantité d'autres cations, plus ou moins selon la structure du pore qui les ouvre, ou selon le potentiel (voltage) ; leur rapport de perméabilité PCa/PNa varie de 0,3 à 10 . (voir aussi l'article transporteur membranaire).
Le calcium est, sous forme d'ion, vital pour le fonctionnement intra et inter-cellulaire, mais à doses infimes dans la cellule même (où il est normalement maintenu à un niveau d'environ 10–7 Moles). Au moindre excès, s'il n'est pas utilisé ou expulsé, il devient toxique pour la cellule. Plusieurs types de canaux calciques contribuent à sa régulation fine (contrôle de l’homéostasie calcique cellulaire, vitale pour l'homéostase humaine ou d'autres organismes mono- ou pluricellulaires ; plus de 50 canaux TRP (transient receptor potential), perméables aux cations, étaient déjà identifiés en 2008, présents de la levure à l'homme).
Les maladies (nombreuses) dues à l'altérations d'une ou plusieurs fonction(s) des canaux ioniques sont dites « canalopathies ».

## Découverte
Depuis les années 2000, des études génétiques, électrophysiologiques et de fluorescence ont permis de distinguer dans les parois des cellules, une "superfamille" de canaux, dits TRP pour « (transient receptor potential) » capables de transporter des ions au travers de ces parois. 
Le premier exemple de ce type de canal a été découvert chez la mouche à vinaigre (Drosophila melanogaster) chez laquelle il est impliqué dans la Transduction sensorielle (phototransduction dans ce cas) impliquant un signal calcique (« une mutation de son gène entraîne une réponse transitoire du potentiel bien que la lumière soit maintenue »). 
En 2008, 13 types de canaux TRP (transient receptor potential) avaient été décrits chez la drosophile et 28 chez les mammifères (où les TRPN, « NO-mécanosensible » par exemple impliqués dans l'audition chez les vers, mouches et le poisson zèbre, ne sont pas représentés). Dans la superfamille des canaux TRP figurent les canaux calciques. Au début du XXIe siècle, ils font encore l'objet de nombreuses études ; dans les années 2010, leur identité moléculaire et leurs structures tridimensionnelles commencent à être mieux connues, mais nombre de leurs fonctions sont encore en cours d'exploration. 

## Chez l'humain

### Canaux calciques dépendants d'un ligand (CCDL)

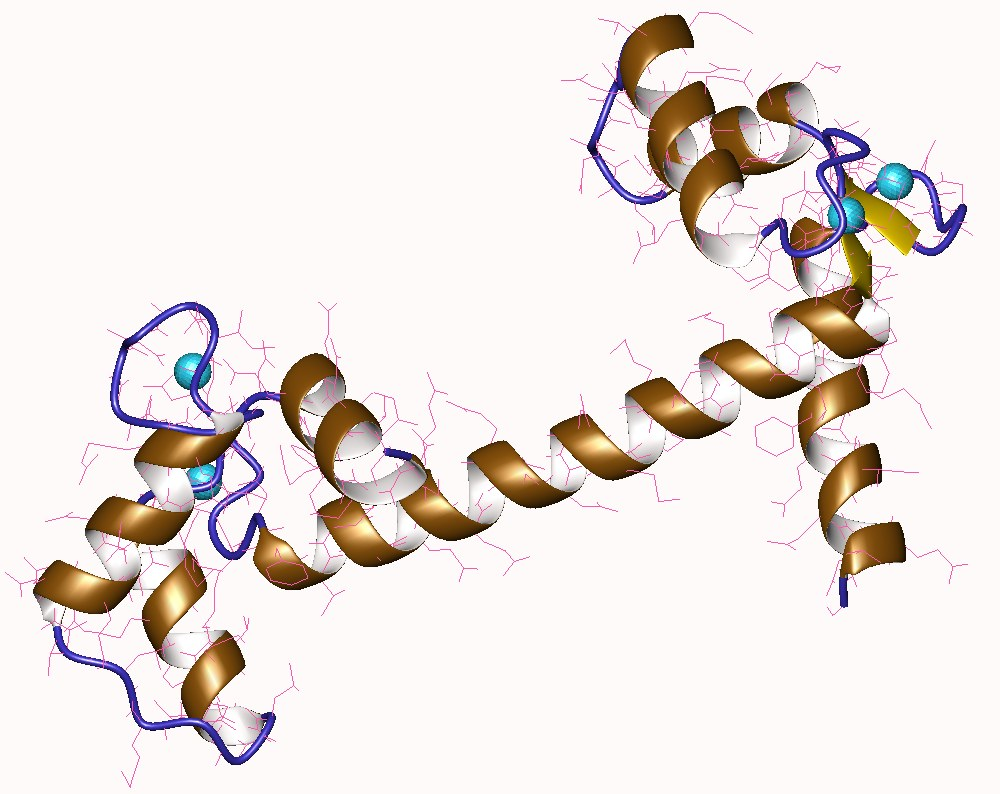
Structure d'une calmoludine humaine (

Leur ouverture est déclenchée par une molécule spécifique (ligand), via la stimulation des récepteurs (receptor-operated channel, ROC) ou la déplétion des réservoirs calciques intracellulaires (store-operated channel, SOC). 
Le ligant le plus courant est la calmoduline qui peut généralement transporter 4 ions calcium dans la cellule.

### Canaux calciques dépendants duvoltage(CCDV)ou canaux calciques régulés en tension
Ils sont ainsi nommés car leur régulation du taux de calcium intracellulaire est réglée par les changements de voltage de la membrane plasmique (l'ouverture de ces canaux ne se produit que quand le Potentiel électrochimique de membrane diminue sous un certain seuil et leur fermeture est inversement activée par l'« hyperpolarisation » de la membrane plasmique). Ils sont la principale voie d’entrée du calcium dans les cellules excitables. Ils sont notamment impliqués dans l’expression génique, ce qui a été montré en 1986 par deux études publiées respectivement dans Nature et Science . Dans les neurones, les CCVD ont des fonctions multiples dont « l’intégration au niveau des dendrites des signaux électriques entrants ou encore la libération de neurotransmetteurs et de certaines hormones. On mesure leur importance physiologique, en cas de mutations génétiques qui peuvent occasionner de nombreuses pathologies comme l’épilepsie, les migraines, l’ataxie, les myopathies... ».
Selon leurs propriétés électrophysiologiques ces canaux sont subdivisés en trois classes :

#### Canaux à «bas seuil d’activation» (BSA)
Aussi dits « canaux à bas voltage », ils sont activés par de faibles dépolarisations membranaires ; Ce sont uniquement les canaux de type T  ;

#### Canaux à «seuil intermédiaire d’activation» (SIA)
Ce type de canal semble plus rare, il a été observé dans certaines cellules du cervelet (cellules de Purkinje, des neurones GABAergiques du cortex cérébelleux). 

#### Canaux à «haut seuil d’activation» (HSA)
Ils ne sont activés que par des dépolarisations membranaires plus intenses. 
Aussi dits « canaux à haut voltage », leurs types sont plus nombreux : canaux de type L, P/Q, N, et R , qui chacun ont des propriétés biophysiques et pharmacologiques spécifiques. 
Ainsi les canaux calciques de type N (directement impliqué dans la transmission synaptique et qui semblent être les plus largement impliqués dans la perception de les douleurs nociceptives (thermique et inflammatoire) et neuropathiques), sont la première cible de la morphine, l'analgésique le plus employé contre douleurs neuropathiques. Des mutations du gène impliqué pour les types P/Q sont la cause de certaines migraines hémiplégiques familiales (MHF), et d’ataxie de type 2 . Ils sont aussi impliqués dans les cas d'allodynie (hypersensibilité douloureuse face à des stimuli normalement indolores).

## Description structurale des CCDV
Les CCDV se composent d'une sous-unité principale protéique dite α1 (ou Cav) qui forme le pore à proprement parler : un nanocanal dans lequel les ions Ca2+ peuvent circuler au travers de la paroi cellulaire. Ce pore est accompagné de sous-unités auxiliaires β, γ et α2δ, impliquées dans l’assemblage et le ciblage du pore, et dont les principales fonctions connues sont de moduler l’expression membranaire de la sous-unité α1, son comportement biophysique (ancrage à la membrane, ouverture, fermeture) et donc ses propriétés pharmacologiques,.

## Fonctions des CCDV
Ils sont l'une des voies principales d’entrée du calcium dans la cellule nerveuse et donc du contrôle de l’homéostasie calcique cellulaire ; ils contribuent ainsi activement à l’excitabilité de la cellule, et aux mécanismes complexes d’ordre anatomophysio-pathologiques de la douleur (entre le stimulus activant un ou plusieurs nocicepteurs, et la sensation de douleur formée en fin du système nociceptif). 
Ils contribuent aussi aux processus moléculaires de la transmission synaptique ce qui les implique dans de nombreux processus cellulaires et intercellulaires tels que la libération de neurotransmetteurs, le couplage excitation-contraction musculaire ou encore la régulation de l'expression génique dans le noyau cellulaire. 
Pour cette raison, ils sont l'une des cibles d’analgésiques (et ce, avant même qu'on ai compris leur rôle physiologique de la nociception. Leur structure moléculaire est de mieux en mieux comprise, de même que leurs sous-unités régulatrices. 

## Enjeux sanitaires et écologiques
Le bon fonctionnement de ces canaux ioniques jouent un rôle vital pour la plupart des espèces. 
On sait notamment qu'ils sont directement ou indirectement impliqués dans la douleur neuropathique et dans un nombre conséquent de maladies, dont maladies systémiques, cardiopathies et certains cancers (cancer de la prostate par exemple). 
Or les canaux calciques dépendants du voltage (CCDV) semblent pouvoir être affectés par des mutations, des médicaments, des polluants (ex : dans le modèle animal (insecte), l'ion cadmium, hautement toxique, peut pénétrer la cellule via des canaux calciques), et la toxicité des néonicotinoïdes est en partie médiée par des canaux calciques dépendants du voltage (CCDV)). Le smog électromagnétique, en forte croissance avec le développement des communications par ondes qui expose une grande partie de l'humanité et des milliards d'autres organismes vivants à l'énergie électromagnétique des radiofréquences provenant des appareils sans fil, semble aussi être en cause . Certains de ces canaux sont en effet activés par une différence de potentiel (voltage, qui peut ponctuellement se manifester en cas d'électrocution (y compris « naturelle » dans le cas de la foudre ou d'un contact avec un poisson torpille)) mais aussi plus fréquemment quand une cellule ou un organisme sont exposés à une énergie électromagnétique de radiofréquences assez intense. 
En 2015, des preuves scientifiques contredisent les conclusions et hypothèses antérieurement admises par les grandes agences de santé (conclusions par exemple retenues par le rapport 2014 du Groupe canadien d'experts sur le Code de sécurité 6  ; préparant les lignes directrices de Santé Canada sur l'exposition aux radiofréquences de 3 kHz à 300 GHz). Contrairement aux affirmations antérieures ayant servi de bases aux réglementations et ne retenant que les effets liés à l’« échauffement localisé ou à la stimulation de tissus excitables », Santé Canada a intégré dans sa mise à jour de 2015 qu'il existe des effets non-thermiques. Des milliers d'études avaient déjà évoqué des effets non-thermiques des micro-ondes de téléphones cellulaires et de leurs réseaux d'antennes ou relais, de systèmes de télédiffusion ou radiodiffusion, radars, matériel médical, fours à micro-ondes..., mais souvent sans pouvoir les expliquer. Les grandes agences admettent maintenant qu'il existe des réactions biologiques induites par l’exposition aux champs de radiofréquences et qu'elles « sont en général liées au débit d'absorption de l’énergie ou à l’intensité des courants et des champs électriques internes (gradients de tension), lesquels dépendent de la fréquence, de l’intensité et de l’orientation des champs incidents, ainsi que de la taille du corps et de ses propriétés électriques constitutives » (constante diélectrique et conductivité). Selon Santé Canada : « En ce qui a trait aux fréquences de 3 kHz à 10 MHz, il faut éviter toute SN par des champs électriques induits dans le corps. Des études expérimentales ont démontré qu’une exposition à des champs électriques et magnétiques peut induire des champs électriques internes (gradients de tension) dans les tissus biologiques et, si ces champs sont suffisamment intenses, ils peuvent modifier le potentiel de « repos » de la membrane des tissus excitables et causer une dépolarisation spontanée de celle-ci, ainsi que générer des potentiels d’action parasites,,,,,,). Le présent code de sécurité spécifie des restrictions de base pour éviter la SN qui sont exprimées en intensité maximale de champ électrique interne dans le corps. »
Selon les travaux les plus récents, il semble que la plupart, voire tous les effets non-thermiques peuvent être produits par l'activation par micro-ondes des canaux calciques voltage-dépendants (CCVD). Les micro-ondes peuvent aussi activer, dans les organismes qui y sont exposés, des canaux calciques voltage-dépendants ce qui induit « des impacts biologiques à des niveaux non thermiques, soutenant un changement de paradigme pour l'action des champs électromagnétiques micro-ondes / basses fréquences ». Plus d'une vingtaine d'études récentes ont constaté que les médicaments bloquant les canaux calciques bloquent aussi un large éventail d'effets des champs électromagnétiques (CEM) sur les cellules et les organismes, en bloquant les canaux calciques dépendant du voltage, CCDV). Le plus souvent ces travaux ont étudié les CCDV de type L mais quelques-unes ont montré que les canaux de type T, N et P/Q peuvent aussi jouer un rôle (comme l'indiquent les bloqueurs de canaux spécifiques à ces autres canaux).
Selon la présentation d'une métaanalyse récente (2020) présentées à Stuttgart par l’Association allemande pour la conservation de la nature (NABU) avant peer-review, mais qui s'est appuyée sur 190 études sur le sujet : le rayonnement des téléphones portables et les ondes Wifi ont probablement contribué à accentuer l'effondrement de la biomasse en insectes en Europe. 72 études (soit 60 % des études passées en revue) citent des effets négatifs sur les abeilles, les guêpes et mouches, allant de troubles de l'orientation à des mutations génétique chez les larves. Chez les insectes notamment, une ouverture anormale de canaux calciques peut être induite par des champs électromagnétiques de type Wi-fi ou réseau de téléphonie portable. Cette perturbation induirait des réactions négatives en chaîne et un « stress cellulaire » susceptible de contribuer à la disparition des insectes (aussi due à d'autres facteurs tels que les pesticides). 
Peter Hensinger de l'organisation allemande de protection des consommateurs Diagnose Funk a commenté l'étude en demandant qu'une plus grande attention soit accordée aux effets négatifs potentiels des rayonnements sur les animaux et les humains, en particulier concernant l'introduction de la technologie 5G.

## Enjeu pharmacologique
Dans la plupart des régions du corps, la dépolarisation cellulaire est médiée par un afflux de sodium (et non de calcium) dans la cellule ; la modification de la perméabilité au calcium a peu d'effet sur les potentiels d'action. Mais dans de nombreux tissus musculaires lisses, la dépolarisation est au contraire surtout médiée par une entrée de calcium dans la cellule. Les inhibiteurs calciques de type L inhibent sélectivement ces potentiels d'action dans le muscle lisse, conduisant à une dilatation des vaisseaux sanguins qui corrige à son tour l'hypertension. Des inhibiteurs des canaux calciques de type L sont donc utilisés pour traiter l'hypertension. 
Les inhibiteurs de canaux calciques de type T traitent, eux, l'épilepsie, car une réduction de la conductance du calcium dans les neurones entraîne une moindre dépolarisation et une moindre excitabilité des neurones, et par suite une moindre probabilité de survenue de crise d'épilepsie.

## Recherche
Plusieurs antiépileptiques (lamotrigine, phénytoïne, éthosuximide) atténuent aussi les douleurs neuropathiques ; on a rétrospectivement montré que ce sont des bloqueurs plus ou moins sélectifs des canaux calciques T. . 
La pharmacologie espère donc trouver (y compris chez les plantes) de nouveaux inhibiteurs des canaux calciques, spécifiques à ceux qui sont ouverts par le voltage pour améliorer la lutte contre la douleur par des médicaments plus efficaces et/ou dotés d'effets secondaires moins problématiques,. Les canaux calciques de type T sont des cibles d’intérêt, ainsi que de type N (Cav2.2)  ; on a récemment montré que les canaux N peuvent être contrôlés par de nouveaux inhibiteurs spécifiques (toxines peptidiques, petites molécules organiques) ; des essais cliniques ont démontré que certaines de ces molécules sont analgésiques dans des cas où la morphine n'agit pas. Les canaux T sont aussi impliqués dans la douleur. « Ainsi, l’analgésie future repose peut-être sur l’utilisation combinée de différentes molécules agissant en synergie sur les canaux N et T ». Les AINS semblent aussi être des modulateurs de l’activité de certains de ces canaux, indépendamment de leur action sur les COX (cyclooxygénase).
On s'intéresse aussi à une protéine de 33 kDa, constitutive de la membrane plasmique, à 4 domaines transmembranaires qui peuvent former un canal nommée Orai1, responsable de l’entrée capacitive de Ca++. 
Ces canaux intéressant aussi l'allergologie, car des canaux calciques sont aussi impliqués dans la signalisation des lymphocytes T (et en particulier des lymphocytes LTh2, responsables de l’asthme allergique) : les canaux calciques dépendant du voltage (Cav1), normalement présents dans les cellules excitables, sont sélectivement exprimés par les LTh2, qui en sécrétant des interleukines (IL)-4, 5 et 13, contribuent à la réponse inflammatoire « en permettant le recrutement et l’activation des éosinophiles et la production d’immunoglobulines IgE par les lymphocytes B (LB) »,. Un membre de l'insert, a estimé en 2011 que chez les lymphocytes, « ces canaux ne contribuent pas directement au contrôle du Ca intracellulaire, car ils sont probablement non fonctionnels ».
Certains stimuli provoquent un efflux du calcium (Ca2+) stocké dans le réticulum endoplasmique et le réticulum sarcoplasmique. Cette 'perte' de calcium intracellulaire provoque alors une ouverture de canaux calciques spécifiques à la surface membranaire cellulaire (processus dit « entrée capacitative du Ca2+ » Les ions Ca2+ extracellulaires entrent alors massivement dans la cellule, participant à la signalisation et remettant les stocks à niveau. Au milieu des années 2010, on a découvert les protéines dites STIM1 et ORAI1, qui sont la base moléculaire des canaux calciques impliqués dans l’entrée capacitative du Ca2+. On a ensuite découvert un nombre croissant de protéines partenaires de STIM1 et ORAI1. Certaines mutations de ces protéines sont mortelles ou sources de pathologies graves.
Les α2-ligands, dont l'action semble dépendre de la modulation fine des transferts calciques neuronaux (via la sous-unité α2-δ) sont aussi une cible thérapeutique (pour les douleurs neuropathiques notamment).
Une thèse (2000) a caractérisé et suivi l'évolution, le rôle et les régulations de canaux calciques voltage-dependants (ccvd) tout au long du développement neuronal d'un insecte (blatte choisie comme modèle animal). Ce travail a montré que dans les neurones de cerveau de blatte, le type de courant calcique change au fur et à mesure du développement embryonnaire ; la part de courant de type r augmentant progressivement par rapport à celle des courants de type p/q ou n, jusqu'à devenir majoritaire. Quand le réseau neuronal se forme, la survie neuronale devient « calcium-independante », et les bloqueurs de ccvd inhibent significative la croissance neuritique.
Depuis les années 1990, on cherche aussi des biopesticides biodégradables capables de jouer le rôle d'insecticide ou d'acaricide en bloquant les canaux calcique (ex : le venin de l'araignée Agelenopsis aperta contient deux antagonistes des canaux calciques et celui d' Hadronyche versuta s'est ansi montré capable - par simple contact - de tuer les chenilles d' Helicoverpa armigera et de Spodoptera littoralis, et un tabac (transgénique) synthétisant cette toxine tue en moins de 48h toutes les larves de H. armigera et S. littoralis larvae).
Un « canal calcique isolé d'abeille » a été présenté comme invention et breveté par des chercheurs de l'Université de Montpellier, « pour l'analyse/l'identification de la toxicité ou de l'innocuité de molécules, par exemple de molécules chimiques, vis-à-vis des abeilles ».